# Bačka županija
Bačka županija (nje. Komitat Bács, mađ. Bács vármegye) je bila jedna od pograničnih županija Habsburške Monarhije odnosno srednjovjekovne županije Kraljevine Ugarske.

## Zemljopis
Nalazila se na području Bačke. 
U doba Arpadovića se prostirala od Sonte na sjeverozapadu, uz Dunav na zapadu i jugu sve do ušća Tise, uz Tisu sve do Bečeja. Sjeverno se nalazila Bodroška županija.
U razdoblju prije 1526. se prostirala na sličnom području, s tim da je sjeverozapadno počinjala kod Apatina, a sjeverna granica je na jednom dijelu bila nepravilna jer se na središnjem dijelu kao slijepo crijevo uvlačila u Čongradsku županiju. U to vrijeme je na zapadu graničila s Baranjskom županijom i Virovitičkom županijom, na jugu sa Srijemskom županijom, na jugoistoku s Torontalskom županijom, na sjeverozapadu s Bodroškom županijom, a na sjeveroistoku s Čongradskom županijom.
Nakon oslobađanja od Turaka je bila ovih granica: na zapadu i jugozapadu se dijelom nalazila uz Dunav. Na zapadu je graničila s Baranjskom županijom, na sjeverozapadu s Peštansko-piliško-šoltskom županijom, na jugoistoku s Trojednom Kraljevinom Hrvatskom, Slavonijom i Dalmacijom (slavonski dio), na jugoistoku s Bodroškom županijom, a na jugozapadu i istoku s Vojnom krajinom, a jedan dio Vojne krajine se nalazio usred Bačke županije.

## Povijest
Utemeljena je u 11. stoljeću za mađarskog kralja Stjepana I. i jedna je od najstarijih ugarskih županija. 
Prvi poznati župan se zvao Vid iz 1074.
Nakon mohačke bitke 1526. područje dolazi pod državinu Ivana Nenada, a nakon toga pod tursku vlast i bilo je dijelom Segedinskog sandžaka. 
Nakon što je minula turska opasnost do te mjere da više nije prijetilo ponovno osvajanje ovog prostora od strane Turaka, a to je posebice bilo nakon Velikog bečkog rata i Karlovačkog mira, stvorili su se preduvjeti za reorganizaciju.
Time su ti krajevi gubili na značaju. Još 1729. su se Bačka i Bodroška županija sporile o granicama. Dio Vojne krajine je rasformiran i 1750. je pripojen Bačkoj županiji.
Godine 1802. je spojena s Bodroškom županijom u Bačko-bodrošku županiju.

## Uprava
Županom ove županije je u pravilu bio nadbiskup Bačke nadbiskupije koji je stolovao u Baču u istoimenoj tvrđavi. Tako su kalačkobački nadbiskupi obnašali dužnost župana sve do 1776., kad je prvi župan postao svjetovna osoba, grof András Hadik.

## Vanjske poveznice
- (mađ.) Magyar Katolikus Lexikon Bács vármegye